# 힐러강

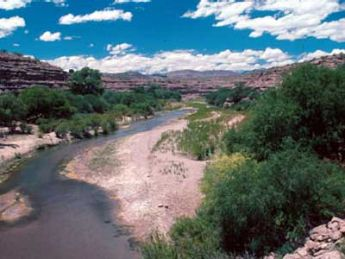
힐러강

힐러강(Gila River)은 콜로라도강의 지류 강으로 뉴멕시코주 남서부 그랜트군에서 발원하여 애리조나주 남부를 흐르면서 피닉스 교외 지역 등을 흐르다가 유마군 유마에서 콜로라도강에 합류한다. 길이는 1,044km, 유역 면적은 약 16만 km2로 대부분은 미국 내에 있지만 극히 일부는 묵서가 소노라주 북부에 걸쳐 있기도 하다. 피닉스와 투손 도시권 등에 사는 500만 명 이상에게 수자원을 공급한다. 힐러강은 개즈던 매입 시 지리적 기준이 됐다.